# Rio das Balsas
O rio das Balsas é um curso d'água brasileiro que banha o estado do Maranhão. Maior afluente do rio Parnaíba, com cerca de 510 km, corta o sul do Maranhão pela cidade homônima. No més de julho o número de banhistas aumenta consideravelmente por conta do “Verão Balsas”, evento promovido pela prefeitura da cidade, que foca nos artistas locais. 
Grandes projetos agropecuários estão impactando suas nascentes em virtude do desmatamentos e do uso de agrotóxicos em culturas de soja e abacaxi.

## Sub-bacia

### Características gerais
O Balsas nasce no ponto de encontro da chapada das Mangabeiras com a serra do Penitente em altitude superior a 600 metros, na divisa entre os estados do Maranhão e Tocantins. Na região da nascente, foi criada a Área de Proteção Ambiental da Nascente do Rio das Balsas.
Corre inicialmente rumo a nordeste com declividade e sinuosidade fortes, descendo em cerca de 130 quilômetros para o patamar de 300 metros quando chega às imediações da cidade de Balsas. Das cabeceiras até a cidade de Balsas o vale é relativamente estreito, portanto os afluentes descem com forte declividade, tanto os da margem esquerda, que provém da serra do Gado Bravo, como os da margem direita, que nascem na serra do Penitente. Segue então, a partir da cidade de Balsas, rumo nordeste até as proximidades da cidade de Loreto, onde começa a descrever uma grande volta para desaguar no rio Parnaíba, com rumo sudeste, próximo da cidade de Uruçuí. Nesse último trecho o vale se alarga.
Deságua nas proximidades das cidades de Benedito Leite (MA) e Uruçui (PI), pouco antes da Barragem da Boa Esperança, após banhar os municípios maranhenses de Balsas, Sambaíba, Loreto, São Félix de Balsas e Benedito Leite.

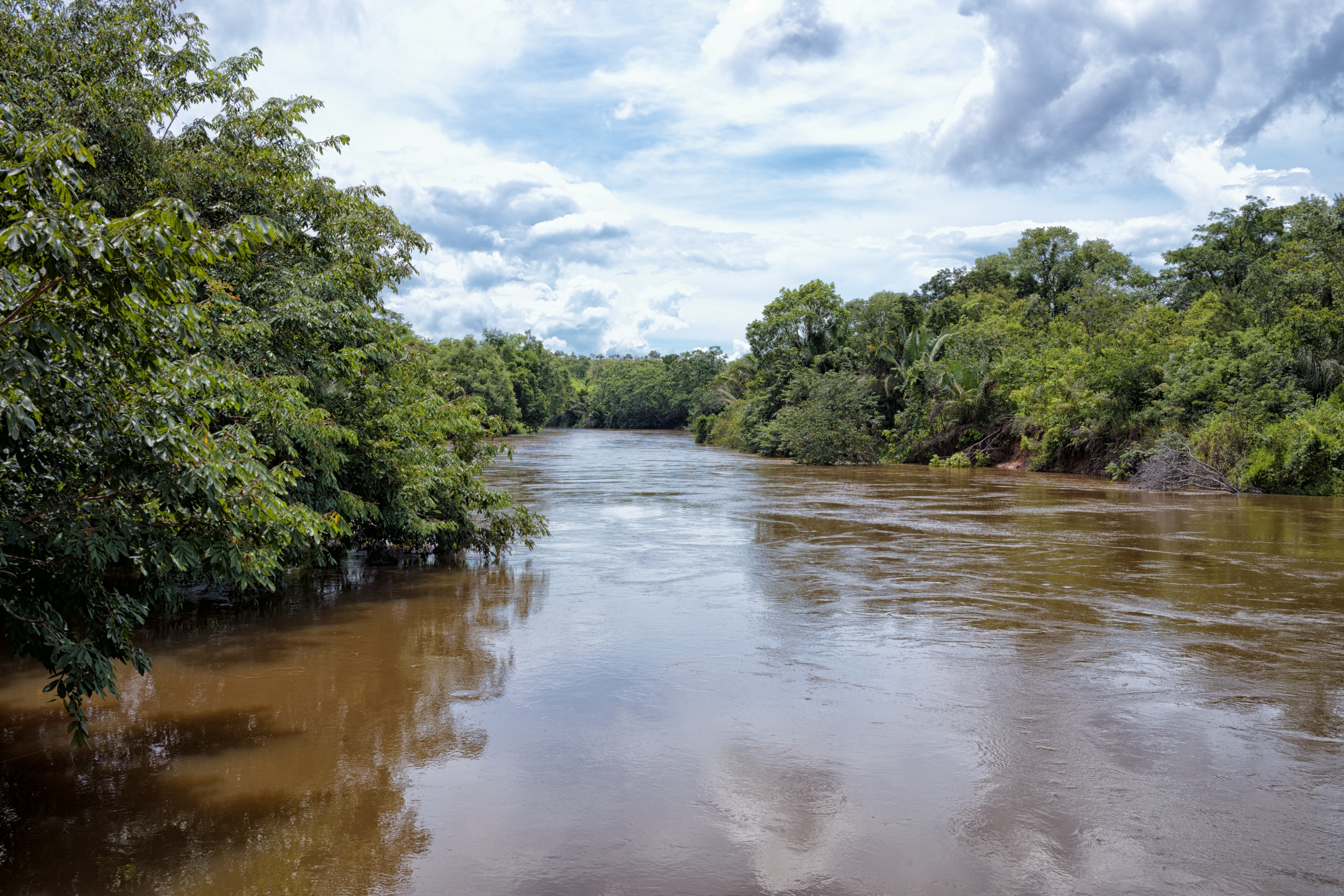
rio das Balsas

### Navegabilidade

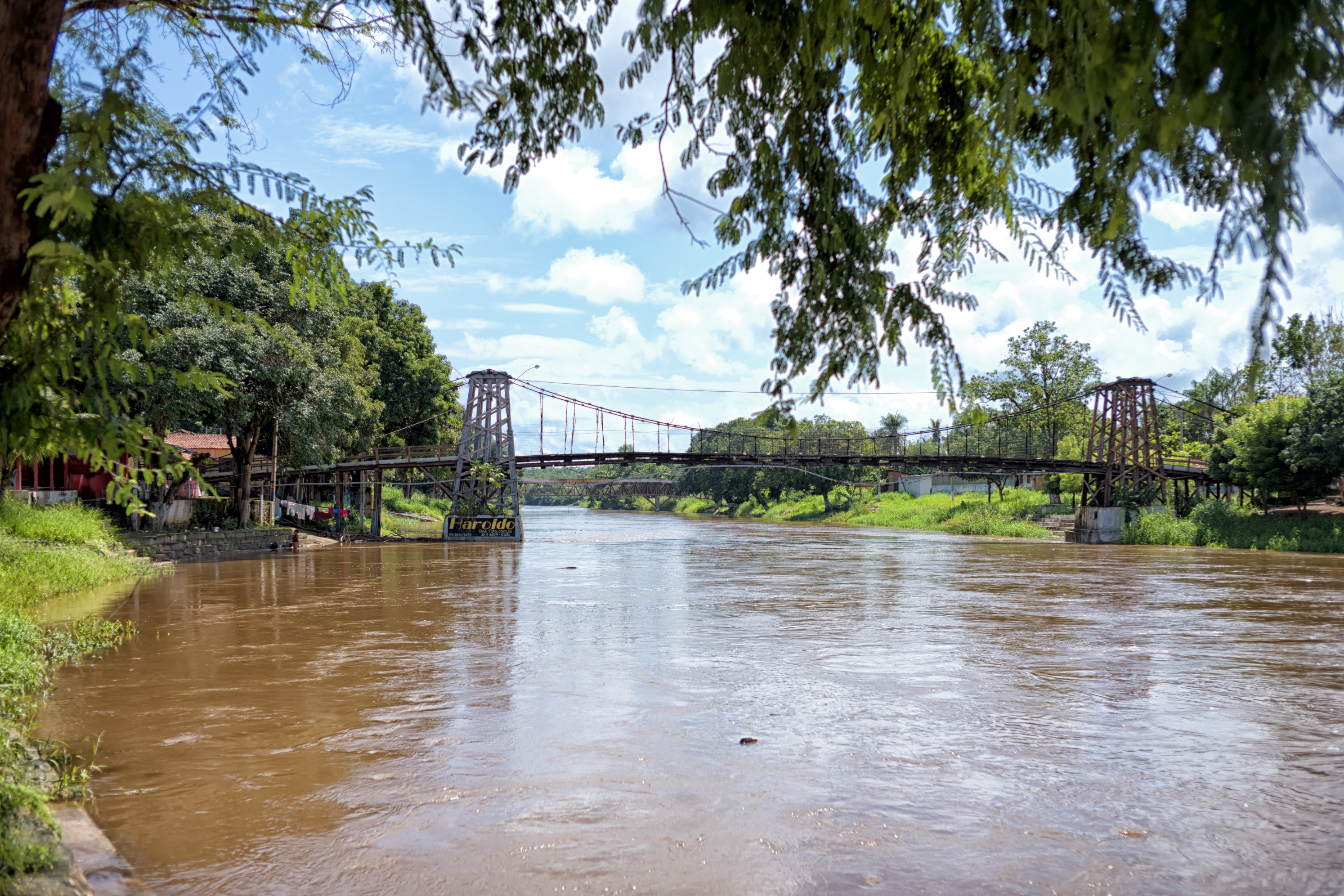
Ponte sobre o rio das Balsas

O rio das Balsa é considerado navegável por embarcações de pequeno calado, desde a cidade de Balsas até a sua foz, especialmente na época das cheias, num trecho total de 225 km. Nesse trecho, de 225 quilômetros, a declividade média é de aproximadamente 32 centímetros por quilômetro. A navegação, embora morosa nas subidas durante as estiagens, não demonstra especiais dificuldades. Surge, portanto, como principal via de integração com o rio Parnaíba, no escoamento dos grãos oriundos do cerrados maranhense, havendo a possibilidade de exploração pela navegação comercial do trecho entre sua foz até Balsas, com a aplicação de investimentos que viabilizem melhorias no canal navegável. Também há potencial hidrelétrico na exploração do rio.
Este curso d'água não encontra obstáculos interrompendo sua navegação, como cachoeiras ou corredeiras. Entretanto, várias dificuldades se apresentam, principalmente no período da estiagem, quando a acentuada declividade do rio carrega grande quantidade de material, que se deposita em determinados locais formando bancos de areia e de seixos. 